# Preverbo
Sebbene non ampiamente accettato nella linguistica, il termine preverbo (o preverbio) viene usato nella lingue del Caucaso (comprendente tutte e tre le famiglie: caucasico nord-occidentale, caucasico nord-orientale e cartvelico), nel caddoano, athabasko e algonchino per descrivere certi elementi prefissati ai verbi.
Teoricamente, ogni prefisso potrebbe essere definito come elemento preverbale. Tuttavia, in pratica, il termine preverbo si applica più strettamente a queste famiglie, e si riferisce a un elemento prefissato che è normalmente esterno alla premessa della morfologia verbale, come le posizioni di elementi sostantivali, o meno spesso, gli elementi sostantivali stessi.

## Caucasico nord-occidentale
Nella famiglia caucasica nord-occidentale, tali elementi possono includere sostantivi, preverbi locativi e direzionali (equivalenti di preposizioni), come viene mostrato in questo esempio fornito dalla lingua ubykh:
| sæbɣʲawqʼanajtʼ         |       |      |         |        |
| sæ-                     | bɣʲa- | w-   | qʼa     | -najtʼ |
| 1SG-                    | PVB-  | 2SG- | parlare | -IMPF  |
| Tu stavi parlando di me |       |      |         |        |

## Caddoano
Nella linguistica del caddoano, gli elementi preverbali sono meno ben definiti come classe, e spesso il "preverbo" designa una parte della radice verbale che può essere separata dal resto della radice tramite alcuni prefissi, come in questo esempio in lingua wichita:
| taatíísaaskinnaʔas                      |      |      |          |         |            |        |       |
| ta-                                     | i-   | aa-  | tíísaas  | kir     | ri-        | ʔa     | -s    |
| INDIC-                                  | 3SG- | PVB- | medicina | liquido | portativo- | venire | -IMPF |
| Egli sta portando la medicina (liquida) |      |      |          |         |            |        |       |

## Cinese
Nel mandarino standard e in molte altre lingue cinesi, il termine preverbo viene utilizzato in modo alquanto diverso (in inglese) per descrivere alcune parole che veicolano il significato di preposizione. Queste parole, lessicalmente verbi in cinese, appaiono prima del sostantivo in questione e sono più comunemente riferite come coverbi.

## Georgiano
Nel georgiano, la principale funzione di un preverbo è distinguere tra i tempi del presente e quelli del futuro. Per traslare un verbo al presente nel tempo futuro, si deve aggiungere il preverbo al composto verbale. Oltre a questa funzione, i preverbi hanno nel georgiano anche significati direzionali e sono legati direttamente all'inizio del composto verbale:
aketebs ("egli lo fa") e gaaketebs ("egli lo farà")
vtser ("io sto scrivendo") e davtser ("io scriverò")
Da notare nei due esempi che il significato del tempo futuro è ottenuto soltanto aggiungendo il preverbo; non si verifica nessun altro mutamento grammaticale. Alcuni esempi dove i preverbi hanno significati direzionali sono:
modis ("egli sta venendo")
midis ("egli sta andando")
adis ("egli sta salendo (le scale", "egli sta salendo su (un autobus)")
chamodis ("egli sta arrivando")
shemodis ("egli sta entrando")
Inoltre, notate che soltanto i preverbi sono cambiati in modo da veicolare il senso di vari significati direzionali. Andrebbe anche notato che i preverbi aggiungono significati direzionali non solo ai verbi di moto, ma a ogni tipo di verbo. Confronta gli esempi del verbo -tser- ("scrive-re"):
davtsere ("io lo scrissi")
mogtsere ("io lo scrissi a te")
mistsere ("io lo scrissi a loro")
gadagtsere ("io scrissi a te (da un luogo)")
Come si può vedere dagli esempi il preverbo muta in base all'oggetto indiretto - la persona per (a) la quale il verbo è stato espresso.
Nel georgiano molti verbi hanno una radice comune. Per esempio, "fini-re" e "sta-re" hanno la stessa radice verbale, -rch-. I significati di questi verbi vengono distinti piuttosto attraverso i loro preverbi e altri elementi del composto verbale:
rcheba ("egli sta rimanendo"), darcheba ("egli starà")
rcheba ("esso sta finendo"), morcheba ("esso finirà")
Come si può chiaramente osservare, i verbi sono identici nel tempo presente, ma differiscono in quello futuro, a causa dei loro preverbi.

## Persiano moderno
Un preverbo è un morfema applicato insieme ai participi che modificano il loro significato e il significato dei loro derivati.
I preverbi persiani, riferiti come "āndar" o "dar", sono:
- bar
- bāz
- farā e hā
- farāz
- foru e hō
- ham
- negah e negāh
- pas
- piš
- ru
- sar
- var
- vā

I pre-verbi possono modificare l'attributo di procedura dei verbi e gli infiniti, ma essi non mutano il loro attributo oggettivo:
.او کتابی داشت (attributo statico)
U ketābi dāsht.
| 3ª P PRONOME- | libro.DEFINITO- | ave-re.PASSATO |

.او کتابی را برداشت (attributo dinamico)
U ketabi bar dāsht.
| 3ªP PRONOME- | libro.DEFINITO- | PVB- | ave-re.PASSATO |

Il pre-verbo viene normalmente posizionato prima del verbo. Se il verbo è composto di due componenti separabili, il pre-verbo viene posizionato davanti al secondo componente, oppure può essere posizionato alla fine della frase, per esigenze di metrica:
از کارِ خير عزمِ تو هرگز نگشت باز
هرگز زِ راه بازنگشته‌ست هيچ تير
Manuchehri (XI - XII secolo d.C.)

## Algonchino
Nella lingua algonchina, i preverbi possono essere descritti come parole fonologicamente separate che possono precedere un verbo e condividere la sua inflessione. In particolare, i prefissi pronominali o il mutamento iniziale sono applicati al primo preverbo (se può) nel complesso verbale piuttosto che al tema del verbo. Il loro significato può estendersi dal tempo passato o aspetto perfettivo ai significati che in italiano possono usare un avverbio o un altro verbo.
Esempi dalla lingua ojibwe:
| Ojibwe                 | Italiano                                   | Commento                                            |
| ---------------------- | ------------------------------------------ | --------------------------------------------------- |
| nibaa                  | egli/lei dorme                             | non ha preverbo                                     |
| ninibaamin             | noi dormiamo                               | parimenti, con prefisso pronominale                 |
| gii-nibaa              | egli/lei dormiva                           | ha il preverbo del tempo passato                    |
| ningii-nibaamin        | noi dormivamo                              | parimenti, con prefisso pronominale                 |
| gii-maajii-nibaa       | egli/lei iniziò a dormire (si addormentò)  | ha il preverbo del passato, e un preverbo lessicale |
| ningii-maajii-nibaamin | noi iniziammo a dormire (ci addormentammo) | parimenti, con prefisso pronominale                 |

Secondo la grammatica munsee, possono esserci alcune parole tra un preverbo e il suo verbo in quella lingua.
Confronta anche il prenome in queste lingue.